# Atlante catalano
L'Atlante catalano (1375 ca.) è la mappa più importante del periodo medioevale. Sicuramente ascrivibile allo stile della c.d. "Scuola cartografica maiorchina", di cui costituisce l'epitome, non riporta la firma dell'autore. Si suppone sia stato prodotto dall'ebreo maiorchino Abraham Cresques e da suo figlio Jafudà.
La mappa è concettualmente un portolano, seppur preziosamente miniato in vari colori, anche oro e argento, e ricco di annotazioni, come tipico per le opere dei cartografi maiorchini. Originariamente era composto da 6 fogli, poi divisi a metà per il lungo e incollati su cinque tavole di legno, mentre la prima metà sinistra del primo foglio e l'ultima metà destra dell'ultimo vennero incollate su una pergamena. Le pagine misurano ca. 65x50 cm per un totale di 65x300 cm. La scala di rappresentazione è 1 cm ≈ 50 miglia.
La data di realizzazione dell'opera è stata stimata al 1375 in ragione delle note presenti nel calendario. L'opera fu regalata dall'Infante Giovanni I d'Aragona al nuovo re di Francia Carlo VI e dal 1380 figura nella biblioteca reale francese. Attualmente è custodita nella Biblioteca nazionale di Francia, segnatura "Espagnol 30".

## Autore
Non è certo che Abraham Cresques sia l'autore dell'Atlante catalano ma è documentato che contemporaneamente realizzò diverse mappe dello stesso tipo e che i re d'Aragona le offrirono in regalo ad altri monarchi europei. Si sa che nel novembre 1381 Giovanni, duca di Girona e primogenito di Pietro il Cerimonioso, volle fare un regalo al nuovo re di Francia e cugino di sua moglie, Iolanda di Bar, il giovane Carlo VI, e decise d'inviargli una mappa del mondo depositata negli archivi di Barcellona. Mandò a chiamare l'autore della mappa, Cresques "il Giudeo" ("Cresques lo juheu qui lo dit mapamundi ha fet") e suo figlio Jafudà, perché dessero maggiori informazioni all'emissario del re francese, il ciambellano Joan de Janer. I Cresques ricevettero come compenso 150 fiorini d'oro dall'Aragona (Abraham) e 60 lire maiorchine (Jafudà).

## Descrizione

Atlante catalano
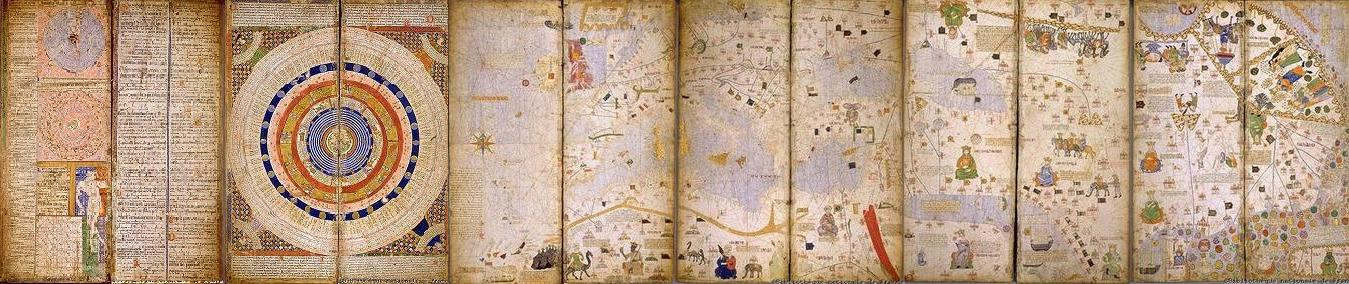

Copia dell'atlante pubblicata a Barcellona nel 1959

L'Atlante catalano è composto da sei doppi fogli di pergamena di vellum, ciascuno incollato su una tavola pieghevole di legno (o due tavole articolate), tranne la prima metà del primo foglio e la seconda metà dell'ultimo foglio che sono incollate sulle copertine posteriori, in legno e pelle, della rilegatura dell'atlante. Ogni foglio ha dimensioni di 65×50 cm, il che rende le dimensioni totali dell'opera 65×300 cm.
Il primo foglio comprende un diagramma per il calcolo delle maree, un altro per determinare le festività mobili e un'anatomia medica astrologica, oltre a una raccolta di testi cosmografici. Sul secondo foglio c'è un calendario lunisolare per il calcolo delle fasi lunari durante tutto l'anno. I fogli dal terzo al sesto contengono quattro mappe poste una dopo l'altra (non perfettamente allineabili ma sovrapponibili in alcuni punti) rappresentanti il mondo conosciuto nel Trecento, da 10° a 60° di latitudine nord e tra 20° longitudine ovest e 120° est, cioè tutto il continente eurasiatico e l'Africa settentrionale, mentre nell'Oceano Atlantico è raffigurata ad ovest dell'Irlanda la leggendaria isola di Hy Brazil. Contrariamente ad altre carte dell'epoca, la lettura della carta normale si effettua nord in basso, con una lettura dall'estremo oriente all'Atlantico. Tutta la carta è basata sul concetto di sfericità della terra e vi si nota uno sforzo per ingrandirne le parti settentrionali. Vi viene indicata anche una stima della circonferenza terrestre in 180.000 stadi, tenuto conto che lo stadio era lungo circa 200 metri si ottiene una lunghezza errata per difetto di soli 4.000 km.
Una delle caratteristiche della scuola cartografica maiorchina, ben evidente nell'Atlante catalano, è la presenza di molte bandiere e leggende con dati sulla geografia fisica, economica e umana. Ricchissimo è poi il correddo d'immagini miniate d'argomento mitologico-letterario, oltre che meramente decorativo: le raffigurazioni del Cristo Re e dei Re Magi; le allusioni alle ricchezze naturali delle Isole Fortunate (Isole Canarie); in Asia centrale la raffigurazione della lotta tra i pigmei e le gru della loro stessa taglia; le fantasiose tecniche minerarie impiegate per estrarre diamanti in precipizi inaccessibili. Sono tutti temi e soggetti ricorrenti nella letteratura di viaggio medievale, con particolare riguardo per Il Milione di Marco Polo. Le note sono scritte in lingua catalana.
 
I regni europei e i loro possedimenti sono simboleggiati da bandiere, mentre i regni africani e asiatici sono simboleggiati anche dalle immagini dei loro sovrani. Ci sono anche bandiere con la stella di Davide che sventola in varie città, come Satallea (Antalya). Vi figurano le tre principali vie della seta. I nomi dei porti più importanti sono scritti in rosso gli altri in nero. Le città cristiane sono contrassegnate da una croce mentre le città musulmane sono contrassegnate da una cupola; l'unica eccezione è Granada, che contiene la croce ma ha una bandiera con iscrizioni arabe in possibile allusione al vassallaggio della dinastia nasride nella Corona di Castiglia.

I nomi geografici sono scritti perpendicolarmente alla costa, con i porti principali in rosso e il resto in nero, mentre al largo la segnaletica è in direzioni opposte in modo da poter leggere le mappe da un lato e dall'altro. Ognuna delle quattro mappe è disegnata secondo un sistema di 32 percorsi a partire da 16 punti principali ed equidistanti posti su un cerchio invisibile. In questo modo, da tutti i punti ci sono 15 direzioni verso il resto e 17 verso l'esterno della mappa, coprendo così l'intera superficie.
La rete del percorso è sovrapposta a un sistema di coordinate rettangolari non graduato. La distanza tra i paralleli diminuisce man mano che ci si avvicina al Polo Nord e all'equatore, suggerendo una proiezione di Lambert (in seguito, la proiezione di Mercatore aumentò le distanze tra i paralleli ai poli). La prima rotta N-S attraversa l'isola El Hierro (Canarie), portando avanti il recupero della tradizione tolemaica. Va ricordato che nel 1634, i più eminenti matematici d'Europa, riuniti a Parigi, adottarono come loro meridiano originario proprio quello di El Hierro.

## Foglio I

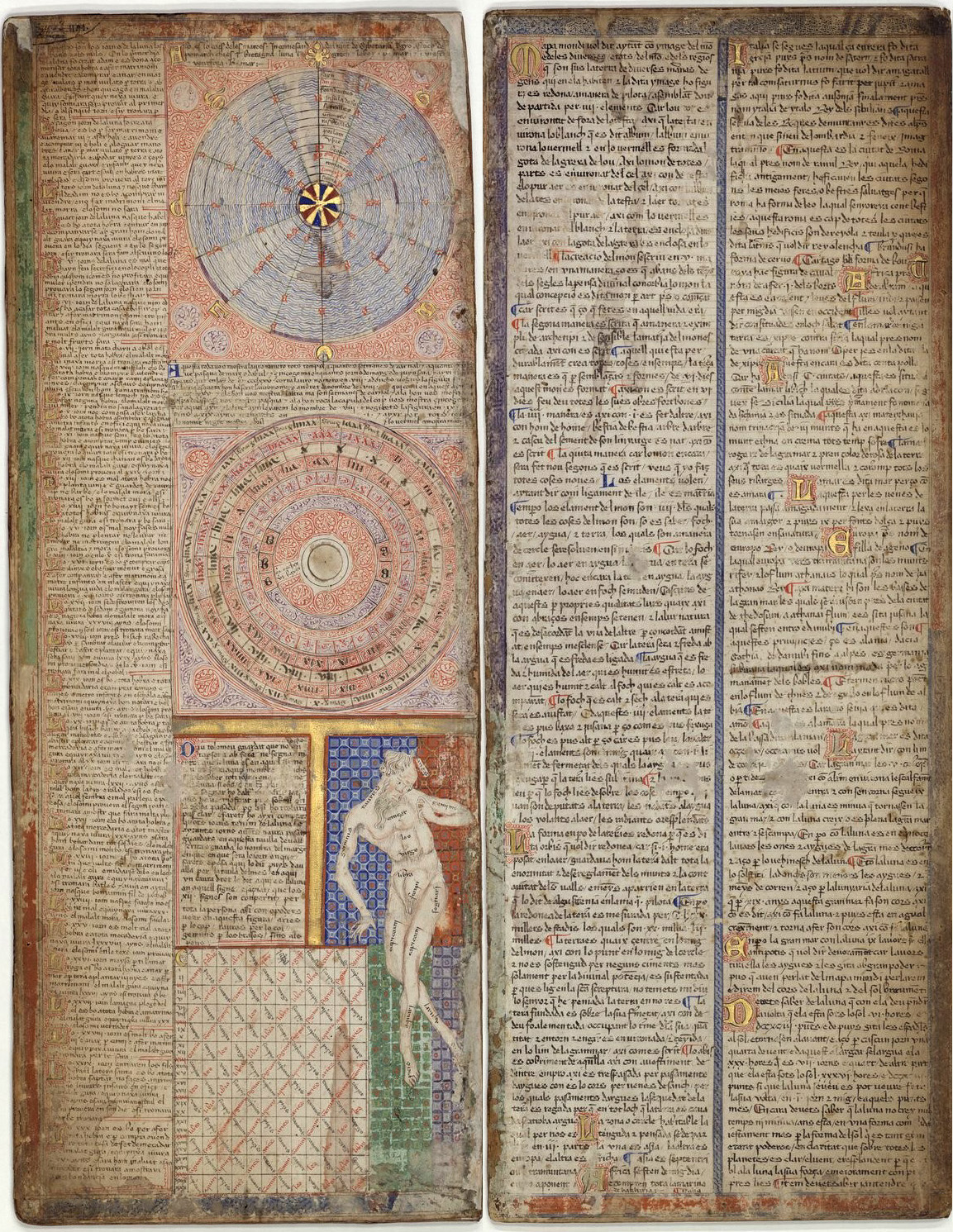
Foglio I

Il primo foglio dell'Atlante catalano è diviso in quattro colonne.

La metà di sinistra riporta nella colonna di sinistra l'elenco dei 30 giorni lunari divisi tra fausti e infausti (es. nel primo giorno lunare «Adamo fu creato ed è un buon giorno per iniziare qualsiasi attività, sposarsi, vendere e comprare, viaggiare via mare o via terra e costruire case»; invece nel settimo giorno lunare «Caino uccise Abele; è una brutta giornata per qualsiasi attività, i malati moriranno e così moriranno i nati; se tuona sarà segno di morte»; ecc.) e nella colonna di destra tre raffigurazioni: il Diagramma delle maree; il Diagramma delle festività "mobili"; e L'uomo zodiacale.

### Diagramma delle maree
Questo grafico a torta viene utilizzato per calcolare le ore di marea in diverse località del Canale della Manica dai giorni della Luna. È costituito da un disco con una serie di anelli concentrici suddivisi in 16 settori, ciascuno dei quali corrisponde ad un'ora e mezza, in modo che l'intero cerchio rappresenti 24 ore. Un unico settore etichettato elenca 14 toponimi del Canale della Manica dall'esterno verso l'interno, come l'Île de Batz (Bretagna) o l'Isola di Portland (Dorset). Negli altri settori sono presenti, ad intervalli di sei ore e per ciascuna località, le due coppie di iniziali P (alta marea) e B (bassa marea).
Per calcolare la marea per qualsiasi giorno lunare, tieni presente che il giorno lunare ha 24 ore e 50 minuti. Sapendo che la luna nuova passa attraverso il meridiano alle 12, 5 giorni dopo la luna passerà attraverso il meridiano 4 ore e 10 minuti dopo (50 minuti × 5). Questo ritardo va sommato ai tempi indicati nel diagramma per l'alta marea e la bassa marea. Ad esempio, per l'Île de Batz l'alta marea (P) è contrassegnata alle 6:00 e alle 18:00 e la bassa marea (B) alle 0:00 e alle 12:00. Pertanto, il quinto giorno lunare, la luna piena sarà alle 10 h 10 min e 22 h 10 min e la bassa marea sarà alle 16 h 10 min e 4 h 10 min.

### Diagramma delle festività "mobili"
Questo diagramma circolare permetteva di calcolare le date delle feste mobili, cioè Pasqua, Pentecoste, e il numero delle settimane di Carnevale, cioè il periodo compreso tra l'Epifania e il Mercoledì delle Ceneri.
È un disco con una serie di anelli concentrici di 19 settori. Si basa sul fatto che gli anni giuliani incontrano il ciclo metonico in cui 19 anni giuliani (365,25 giorni) coincidono con un numero quasi esatto di mesi lunari (29,53 giorni) e quindi la luna piena cade nuovamente nelle stesse date. Gli anni di un ciclo metonico sono numerati con il cosiddetto numero aureo, da 1 a 19, e il testo indica che l'anno 1375 corrisponde all'8 e il 1376 al 9. Nel diagramma, l'anello contenente i numeri aurei è associato all'anello contenente le 19 possibili date della prima luna piena di primavera del calendario giuliano da cui si calcola la data di Pasqua che è la prima domenica dopo questa luna piena.
Gli altri anelli del diagramma includono alcune possibili date della Pentecoste (la "seconda Pasqua" o "Pasqua del melograno") e i numeri (da 6 a 10) delle settimane di carnevale, oltre a un anello che indica, con cinque lettere B, che gli anni 1372, 1376, 1380, 1384 e 1388 sono bisestili. C'è anche un anello, questo di 28 settori, con le lettere della domenica (dalla a alla g) per calcolare in quale giorno della settimana cade la luna piena, poiché ogni anno corrisponde a una lettera che indica quale giorno è la prima domenica di l'anno (se il 1 gennaio è domenica la lettera della domenica è a, se il 2 gennaio è b e così via).
Secondo il testo, una figura, scomparsa, fungeva da indice: rappresentava un personaggio che doveva essere ruotato in modo che la sua mano sinistra indicasse il numero aureo dell'anno. Poi la mano destra indicava il numero delle settimane del carnevale, la guaspa della spada indicava la Pasqua e il berretto del capo la Pentecoste.
Per calcolare esattamente le festività mobili, ad esempio dell'anno 1376, è necessario prendere dal diagramma il numero aureo di quest'anno (9) e, dei settori allineati, la lettera della domenica (f) e la data del primo luna piena di primavera (5 aprile). Poiché la lettera f indica che la prima domenica di quest'anno è il 6 gennaio e che la lettera B dice che è un anno bisestile, si arriva al fatto che il 5 aprile cade di sabato, e quindi Pasqua è il 6 aprile. Poi la Pentecoste (50 giorni dopo) è lunedì 26 maggio e il mercoledì delle ceneri (46 giorni prima di Pasqua) è il 20 febbraio, con 7 settimane di carnevale.

### L'uomo zodiacale
Si tratta di un set composto da un disegno di un uomo nudo, un testo con le istruzioni e una tabella. L'uomo ha segni zodiacali scritti su ogni parte del corpo: es. i Gemelli sulle braccia. La tabella ha la funzione di determinare, in modo alquanto rudimentale, in quale segno si trova la Luna ogni giorno del mese. Nella prima colonna ci sono i trenta giorni della Luna e nella prima riga i dodici mesi dell'anno, mentre nelle altre caselle i segni zodiacali scritti in diagonale. Ciò si basa sul principio che l'inizio d'ogni mese coincida con l'ingresso del Sole in un segno diverso: es. il 1º marzo in Ariete, ecc. Il testo che accompagna la tavola si riferisce a Tolomeo e dice che "fai attenzione a non ferire il tuo corpo con ferro o sangue mentre la luna è in quel segno che è al di sopra di quell'arto". Secondo la tabella, ad esempio, il segno del settimo giorno lunare di febbraio è il Toro, che l'uomo zodiacale ha scritto sul collo; pertanto, il collo non dovrebbe sanguinare in questo giorno.
Nella seconda metà di questo primo foglio c'è un ampio testo sulla Terra, la sua origine, forma e dimensioni, la maggior parte del quale è una traduzione di estratti dalla Imago mundi di Onorio di Ratisbona (XII secolo). Ad esempio, dice che la Terra è rotonda come una palla e assomiglia a un uovo per la sua composizione, in cui il guscio sarebbe il cielo e il tuorlo la Terra. Spiega anche la creazione del mondo in cinque modi ed elenca i quattro elementi che lo compongono: terra, acqua, aria e fuoco. Infine, descrive le dimensioni della Terra, a cui attribuisce una circonferenza di 180.000 stadi o 20.052 miglia. Se il calcolo viene effettuato ad una velocità di 185 metri per stadio, si ottiene un risultato di circa 33.300 km, 6.770 al di sotto della cifra effettiva di 40.070 km.

## Foglio II

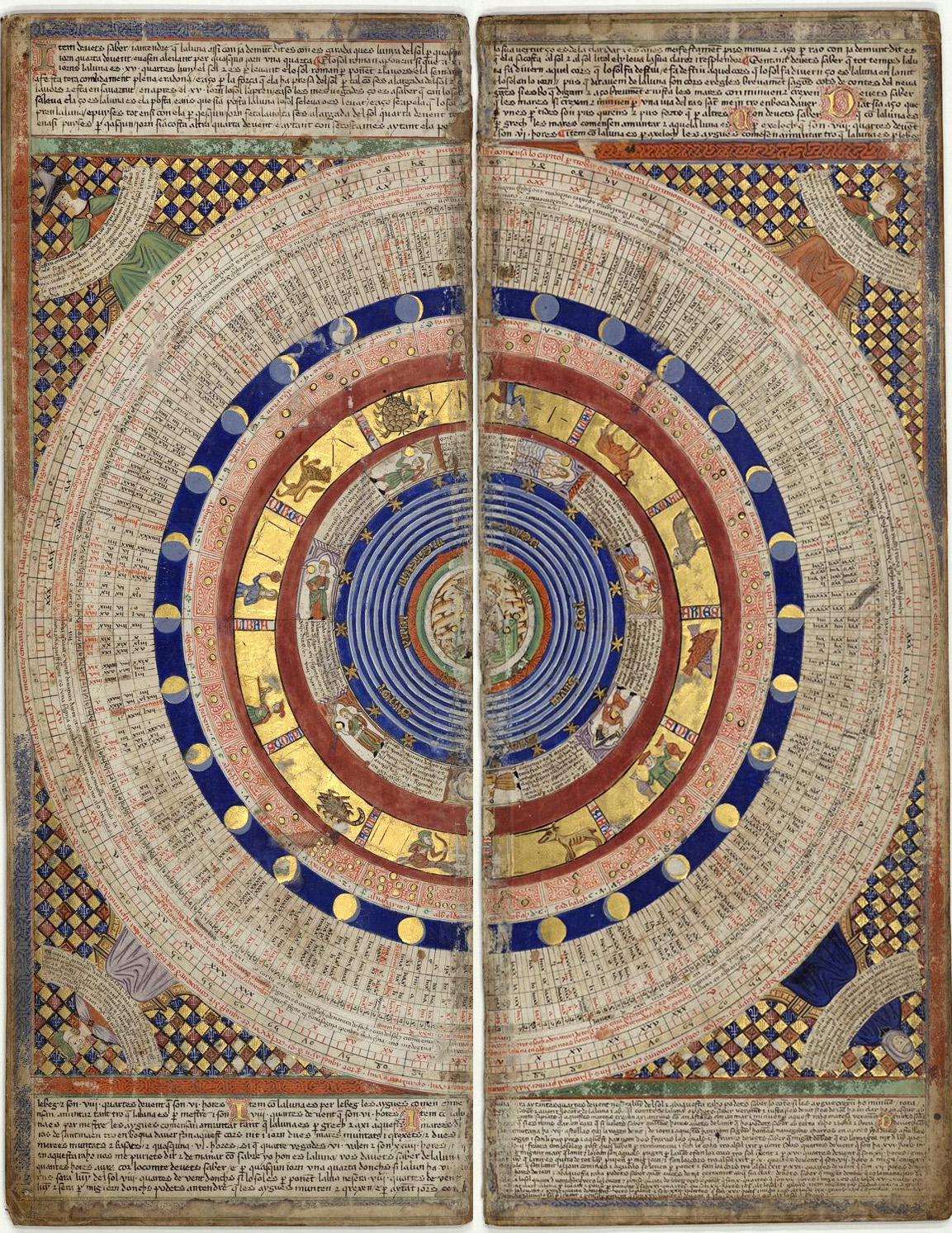
Foglio II

In questo foglio, il testo del foglio precedente continua in alto e in basso. Inizia spiegando la posizione relativa della Luna rispetto al Sole durante il mese lunare e il suo rapporto con le maree, e dà istruzioni per calcolare la posizione della Luna conoscendo i giorni dalla luna nuova: lo dice per sapere dove è la Luna "bisogna sapere in anticipo quante ore avrà, perché la Luna ha un quarto di vento [11,5°] al giorno, quindi se la Luna è di otto giorni saranno otto quarti di vento [90°] lontano dal Sole; perciò, se il sole tramonta verso occidente, la luna sarà a mezzogiorno e le acque sorgeranno." Con questo puoi sapere qual è la posizione della Luna nel cielo anche se è nuvoloso.
Mostra anche come il tempo possa essere calcolato di notte dalle stelle circumpolari, in particolare le stelle α e β dell'Orsa Maggiore, allineate con la stella polare e non sono poste a latitudini maggiori di 35°. Nell'equinozio di primavera queste stelle compaiono a est quando il sole tramonta (18:00) e scompaiono a ovest all'alba (6:00). Il tempo può quindi essere calcolato dalla rotazione di queste stelle di riferimento.
Infine, il testo fornisce una serie di dati sui punti in cui il Sole sorge e tramonta, la durata del giorno e l'altezza del Sole a mezzogiorno nei giorni dei solstizi e degli equinozi ma solo per una certa latitudine che è circa 40°. Non si tratta quindi di istruzioni per il calcolo della latitudine ma solo di dati indicativi.
Agli angoli del foglio, intorno al calendario lunisolare che domina la composizione, c'è la rappresentazione delle quattro stagioni che coincidono con la posizione dei segni zodiacali sul calendario. Sono simboleggiate da quattro figure che reggono una legenda con dati astronomici: es. dell'inverno dice che "comincia quando il Sole entra nel primo grado del Capricorno; scoprirai che quando arriva l'inverno, la notte è di quattordici ore e due terzi, e il giorno è di nove ore e un terzo."

### Calendario lunisolare
Al centro del calendario c'è il sistema mondiale secondo il modello geocentrico di Claudio Tolomeo (v.si Tetrabiblos), con la Terra rappresentata come un cerchio all'interno del quale un astronomo misura l'altezza delle stelle con un astrolabio. Intorno alla Terra ci sono una serie di cerchi concentrici che completano il calendario. Prima l'acqua (bianca), l'aria (verde) e il fuoco (rosso). Nei cerchi blu la Luna, Mercurio, Venere, il Sole, Marte, Giove e Saturno e il firmamento con 18 stelle. Poi le classiche allegorie di queste stelle (il Sole come re, Marte come guerriero, ecc.) con un disegno e un testo per ciascuna: es. Saturno che "rende gli uomini vecchi, tristi e scortesi" e raffigurato come un vecchio.
Di seguito sono riportati i dodici segni dello zodiaco rappresentati da un disegno e un segno con il suo nome. E le stelle che compongono le 28 dimore lunari di fronte ai disegni di 28 lune; rappresentano il fatto che la Luna, durante tutto il suo periodo orbitale (27,32 giorni) coincide ogni notte con un diverso gruppo di stelle considerate la loro dimora notturna. Ad esempio, Aldebaran, nell'atlante "Aldabren ·e··5·", nella costellazione del Toro.
Infine il calendario contiene un cerchio di 12 settori con i mesi e cinque cerchi di 365 settori per ciascuno dei giorni dell'anno, che sono: il cerchio dei giorni della settimana, in serie di 7 lettere (a, b, c, d, e, f, g); il cerchio dei 19 numeri aurei per ogni mese e i tre cerchi che includono il giorno, l'ora e i minuti della luna nuova. Dal numero aureo spiega ancora - come per lo schema delle parti mobili di prima pagina - che nel 1375 gli corrisponde il numero aureo 8 e nel 1376 il numero aureo 9, e così via fino al completamento del ciclo di 19 anni giuliani quando il conto riprende.
Poiché gli anni giuliani incontrano quasi esattamente il ciclo metonico di 19 anni in cui le fasi lunari coincidono di nuovo nelle stesse date, tutte le lune nuove possono essere collocate sullo stesso calendario per tutti gli anni del ciclo. Quindi, dal numero aureo di ogni anno si trova per ogni mese la data del suo novilunio.

## Foglio III

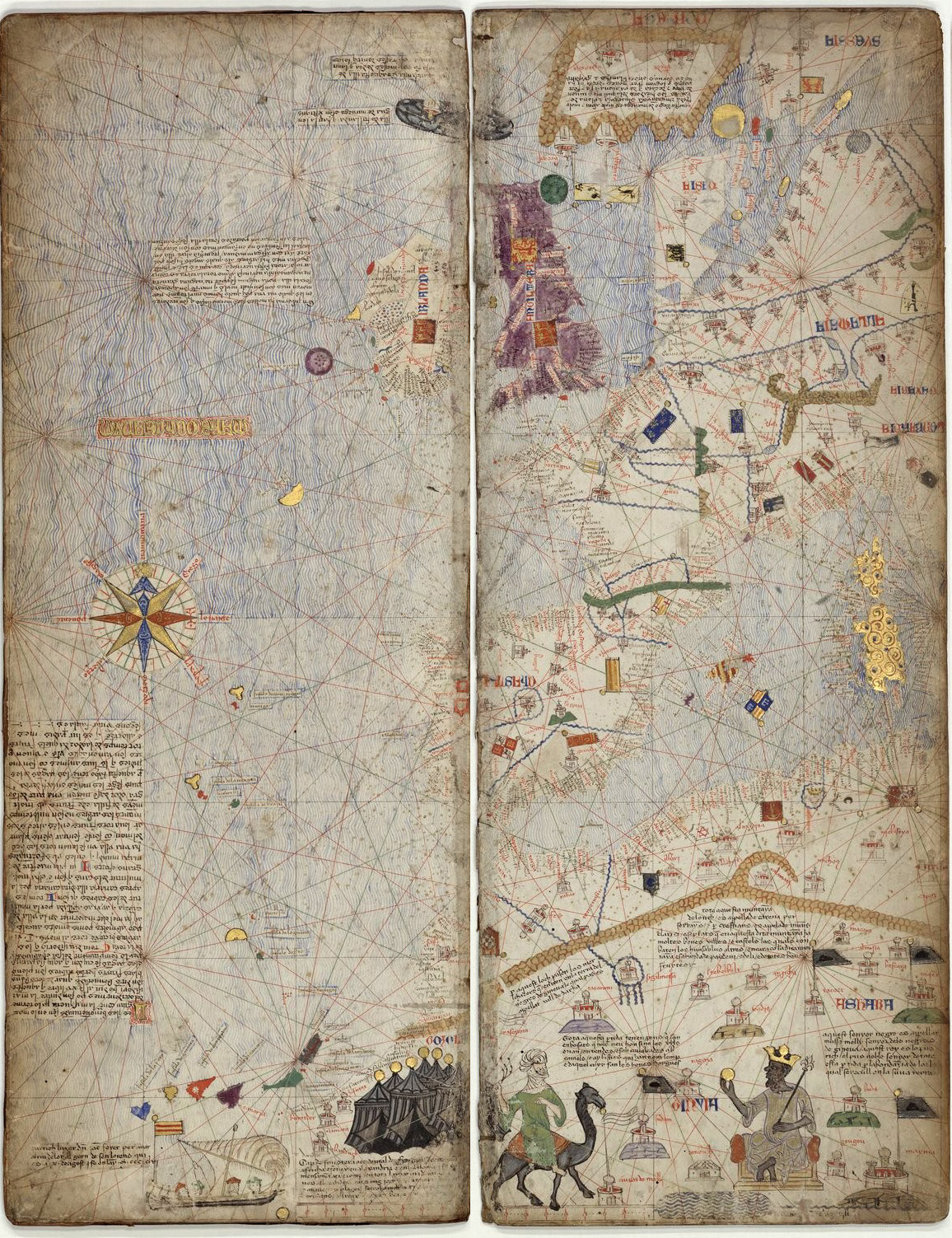
Foglio III

La rosa dei venti presente nel Foglio III dell'Atlante catalano è considerata la prima rappresentazione ornata di questo strumento su una carta nautica. Contiene 32 direzioni e gli 8 venti principali, rivelando la conoscenza che gli autori avevano della "moderna" strumentazione nautica. I nomi dei venti, di lingue di diversa origine e usate dai navigatori nella “lingua franca”, sono scritti secondo la seguente grafia: Tramontana (N), Grecale (NE), Levante (E), Scirocco (SE), Ostro (S), Libeccio (SO), Ponente (O) e Maestrale (NO). La decorazione della rosa dei venti è completata da una rappresentazione della stella polare e, ad est, da una stilizzazione della croce che ricorda il sacro candelabro degli ebrei, la menorah. La ricerca di questo simbolo su varie mappe di quel periodo ha permesso di attribuire altre opere anonime di Cresques.
Il nord è in realtà il nord magnetico che subisce una deviazione di circa 10° verso est dal nord geografico a causa della declinazione magnetica, un'informazione ignota ai navigatori di allora. In altre parole, come in altre carte nautiche medievali, l'Atlante catalano non si basa su dati di latitudine e longitudine reali ma è costruito su dati ottenuti dalla direzione della bussola. Ne risulta, ad esempio, che la parte orientale del Mediterraneo ha più latitudine di quanta sia effettivamente e che l'intero mappamondo è ruotato in senso antiorario rispetto alla posizione corretta.
Per quanto riguarda la geografia del continente europeo, spiccano le descrizioni della Norvegia, terra «molto aspra, molto fredda e montuosa, selvaggia e piena di foreste», e dell'Irlanda, dove dice che ci sono molte isole meravigliose. Proprio nell'ovest dell'Irlanda c'è un disegno di una piccola isola etichettata come "Hy Brazil", Isola del Brasile, che nulla ha a che vedere con il Brasile moderno ma, secondo la tradizione irlandese, il suo nome deriverebbe dagli Uí Breasail (it. "discendenti del clan Breasail" ).
Nel "Mare Oceano" (Oceano Atlantico) si trovano tutte le isole conosciute e dei punti di riferimento per un esplicito desiderio del committente, l'Infante Giovanni, come gli arcipelaghi delle Azzorre, Madeira e le Isole Canarie; per esempio, sull'isola di Tenerife si può vedere il punto bianco del Teide. Appena sotto c'è il disegno d'una nave che rappresenta la nave di Jaume Ferrer, il navigatore maiorchino arrivato nel 1343 con una nave nel porto di Bruges. La mappa si riferisce a un altro viaggio che fece in direzione di Capo Bojador con una nave che «si avviava verso il Fiume dell'Oro (ca. Riu d'Or) il 10 agosto 1346, giorno di San Lorenzo».
L'Africa interna è menzionata per le carovane di mercanti che collegavano le città della costa mediterranea e le città del sud della catena montuosa dell'Atlante. Le principali rotte carovaniere da Al-Andalus terminavano nella città di Kunbi Salih, la capitale del Regno del Ghana. Prodotti come zafferano, olio, ceramica smaltata, cotone e cavalli venivano tutti trasportati da Almeria alla capitale del Ghana, dove venivano scambiati con l'oro. In questo percorso si trova il disegno della città di Sigilmasa (presso Er-rissani, attualmente in rovina) che appare tutta circondata da un fiume. Più nell'entroterra è raffigurato, accanto alla città di Tenbuch (Timbuktu), il Mansa Musa, il "re dei re" dell'impero del Mali, seduto sul suo trono con in mano una canna d'oro. Mansa Musa era il sovrano più ricco del suo tempo ed è considerato la persona più ricca di tutti i tempi se la sua ricchezza viene adeguata all'inflazione.
In fondo a questo foglio c'è la scala utilizzata per le mappe: si tratta di due linee orizzontali suddivise in una serie di settori, ciascuno equivalente a 50 miglia. Poiché ogni divisione è lunga circa 1 cm, questo rende la scala 1 cm ≈ 50 miglia.

## Foglio IV

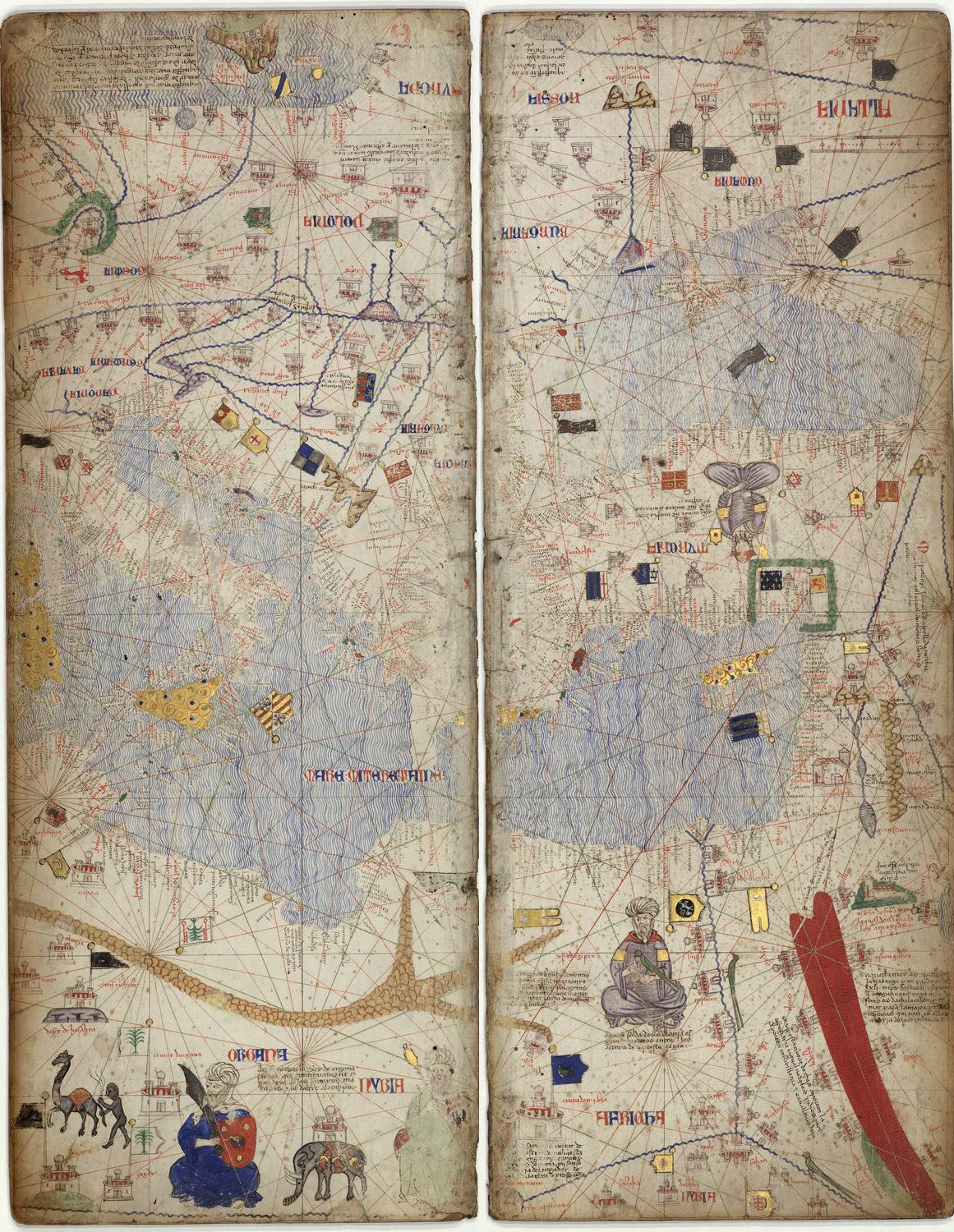
Foglio IV

In questo foglio, a nord, il Mar Baltico è chiamato «Mar di Germania, Gotland e Svezia». Spiega che è un mare ghiacciato per sei mesi l'anno, da metà ottobre a metà marzo, durante i quali è attraversabile con i carri trainati da buoi. L'isola di Gotland è etichettata come "isola di Visby", dal nome della sua città più grande.
Nell'entroterra dell'Europa continentale, spicca la città ucraina di Leopoli, dove «alcuni mercanti vengono dal Levante per recarsi nelle Fiandre lungo il Mar di Germania». Il Danubio è disegnato con molti dei suoi affluenti. Nei territori dell'Ungheria è raffigurata la città di Albargala (Székesfehérvár) che porta la bandiera tricolore (blu, oro e rossa) adottata nel regno ungherese dopo l'arrivo degli Angioini. A un'estremità della mappa, a nord del Mar Nero, c'è un'altra scala graduata vicino al fiume Lussom (Dnepr). Sulla sponda meridionale del Mar Nero, la città di Sinuso (Samsun) porta una bandiera con la stella di Davide. A Sesmire (Izmir) è invece presente una bandiera contenente la croce di San Giorgio poiché allora dominata dai Genovesi.
La rappresentazione della costa mediterranea è abbastanza accurata, a riprova della validità della scienza nautica aragonese di allora. Le colonie marittime e i rapporti di vassallaggio nelle tre penisole, nonché il predominio delle isole, rendono in qualche modo meno esagerata la frase, attribuita a Ruggiero di Lauria, «non credo che alcun pesce possa salire al di sopra [delle acque] se non porta uno scudo con lo stemma del re d'Aragona sulla coda». Per quanto riguarda il disegno, si nota che le isole di Corsica, Sardegna, Sicilia, Creta e Cipro sono decorate con forme a spirale su fondo oro. In Sicilia sventola la bandiera a quattro sbarre e due aquile del Regno di Sicilia, mentre a Cipro sventola la bandiera con due croci d'oro del Regno di Gerusalemme. La città di Gerusalemme è rappresentata, differentemente dalle altre città cristiane, con il disegno di una chiesa ed occupa pressappoco il centro della composizione complessiva dei fogli da III a VI. C'è anche una miniatura del monastero di Santa Caterina sul monte Sinai, dove «Dio diede la legge a Mosè».
Il fiume Nilo è biforcato in Nilo Azzurro e Nilo Bianco, con il disegno del sultano babilonese d'Egitto, che «è il più grande e il più potente della regione». Il Mar Rosso è rappresentato da un colore prominente che allude al suo nome. Sulla sponda egiziana si trova il porto di Chos (Quseir al-Qadim), dove «portano le spezie che giungono dalle Indie: poi le portano a Babilonia dall'Egitto e da Alessandria». In uno dei bracci del Mar Rosso, all'estremità nord-ovest, una piccola incisione obliqua bianca simboleggia il passaggio del popolo d'Israele durante la fuga dall'Egitto.
Nell'interno dell'Africa sono visibili le miniature di altri due sovrani saraceni: il re di Organa, armato di scimitarra e scudo, del quale dice che è costantemente in guerra con i saraceni della costa e con altri arabi; e il re di Nubia, che «è sempre in guerra con i cristiani di Nubia che sono sotto la sovranità dell'imperatore d'Etiopia e la terra di Prete Giovanni».

## Foglio V

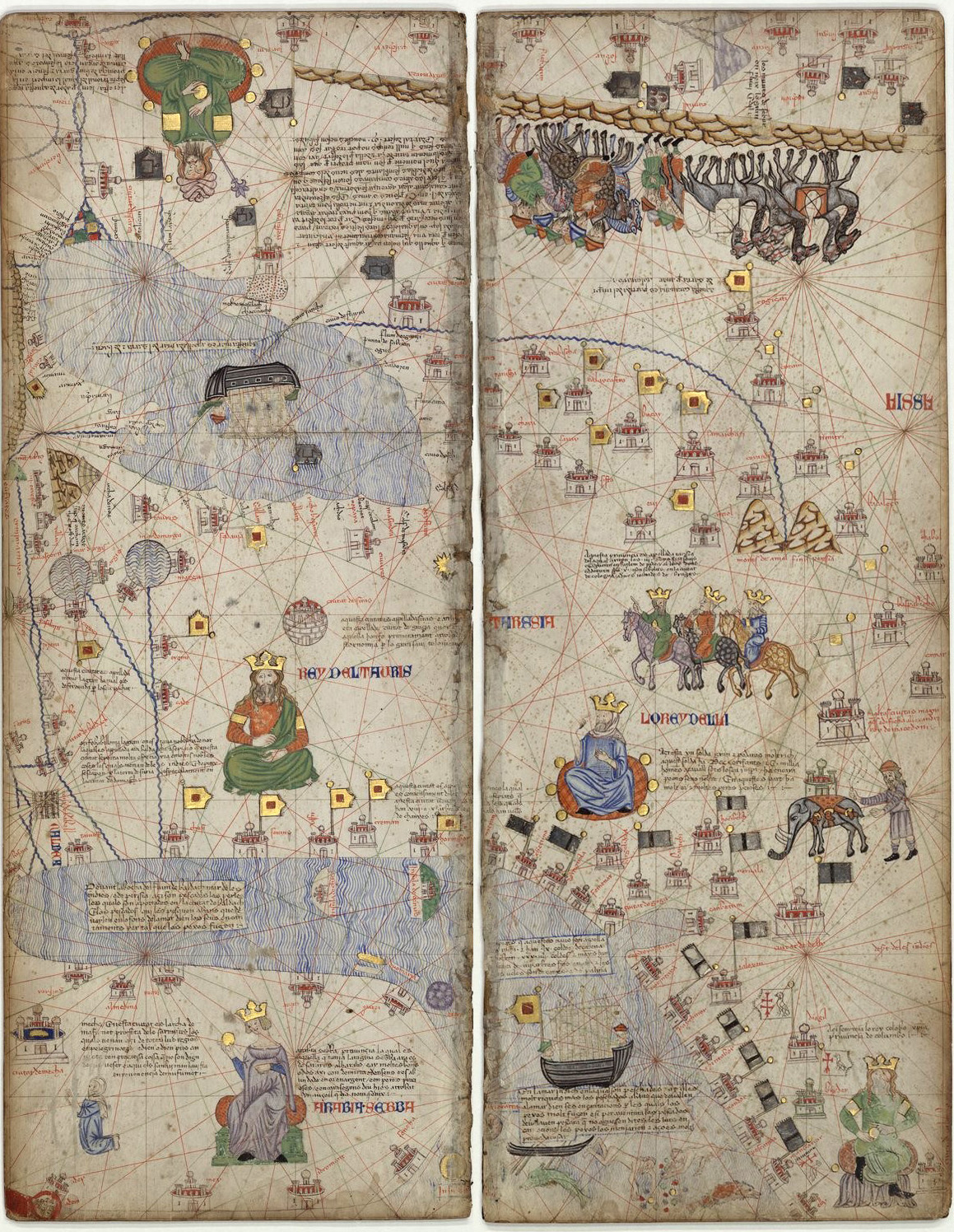
Foglio V

Proseguendo verso est, la quinta mappa inizia con il corso inferiore del fiume Volga e le sue caratteristiche foci nel Mar Caspio. In questa zona si trova la città di Sarai (poi distrutta), con il disegno del suo sovrano, Jambek, il cui impero inizia nella provincia di Bólgar [sulle rive del Volga] e termina nella città di 'Urganch [su una dei canali del fiume Amurdarià].
Cresques spiega che le carovane di mercanti partono da Sarai in direzione del Catayo (Cina) e rappresenta una carovana che costeggia le montagne del Tien Shan: un gruppo di cammelli, usati come bestie da soma; i cammellieri che li guidano tra le tempeste di sabbia; in ultimo, i mercanti a cavallo. Il disegno è accompagnato da un'ampia legenda con informazioni tratte dal Milione di Marco Polo, ove dice che «coloro che vogliono attraversare questo deserto riposano per una settimana intera in una città chiamata Lop, e poi prendono tutto ciò di cui hanno bisogno». Lop potrebbe riferirsi alla moderna Ruoqiang, situata tra i deserti di Takla Makan e Kumtagh nel sud-est dello Xinjiang.
Più a sud c'è Baghdad, sulle rive del fiume Tigri, di cui dice, Damasco». Curiosa la miniatura di Xiraz, che viene rappresentata con le sue pareti all'interno del disegno di una sfera. Degno di nota è anche il Monte Ararat con l'arca di Noè su di esso, così come la Torre di Babele. La città più importante su questo foglio è la Mecca, con uno schema diverso dalle altre città, con due cupole in più e un punto dorato che potrebbe rappresentare la Kaʿba. Il testo descrittivo della Mecca riporta: «In questa cittadina si trova il santuario di Maometto, il Profeta dei Saraceni, che qui giungono in pellegrinaggio da ogni paese. E dicono che, avendo visto qualcosa di così prezioso, non sono più degni di vedere più nulla, e si accecano in onore di Maometto».
Un personaggio biblico che Cresques mostra nell'Atlante è la regina di Saba, sovrana del regno di Saba, l'antica terra dei Sabei, situata nell'attuale Yemen. Di questa provincia dice che contiene abbondanti profumi, come la mirra e l'incenso, e che è abbondante in oro, argento e pietre preziose. Tuttavia, le figure più riconoscibili su questa mappa sono i tre Re d'Oriente sulla strada per Betlemme.
Le isole identificabili del Golfo Persico sono le isole di Ormis (Hormuz) e Chis (Kish), e il Golfo di Aden l'isola di Socotra. In queste acque sono i pescatori di perle, che "prima di scendere in fondo al mare recitano gli incantesimi che fanno fuggire i pesci". E il disegno di una canna a cinque alberi con la spiegazione che queste navi hanno sessanta gomiti e trentaquattro di lunghezza, che possono avere da quattro a dieci alberi, e che le vele sono di canna e di palma.
Il Sultanato di Delhi è rappresentato dalla figura del sultano, che «ha al suo comando 700 elefanti e 100.000 uomini a cavallo, e innumerevoli soldati in piedi». Ai margini di questa mappa, all'estremità meridionale dell'India, si trova la città di Colombo (Kollam, al largo della costa del Kerala), da non confondere con la capitale dello Sri Lanka. A Kollam esisteva una delle varie comunità cristiane dell'India meridionale, quindi è molto probabile che i Cresques abbiano avuto accesso alle Meraviglie descritte da Fra Jordà de Catalunya, che servì come missionario in India intorno all'anno 1330.

## Foglio VI

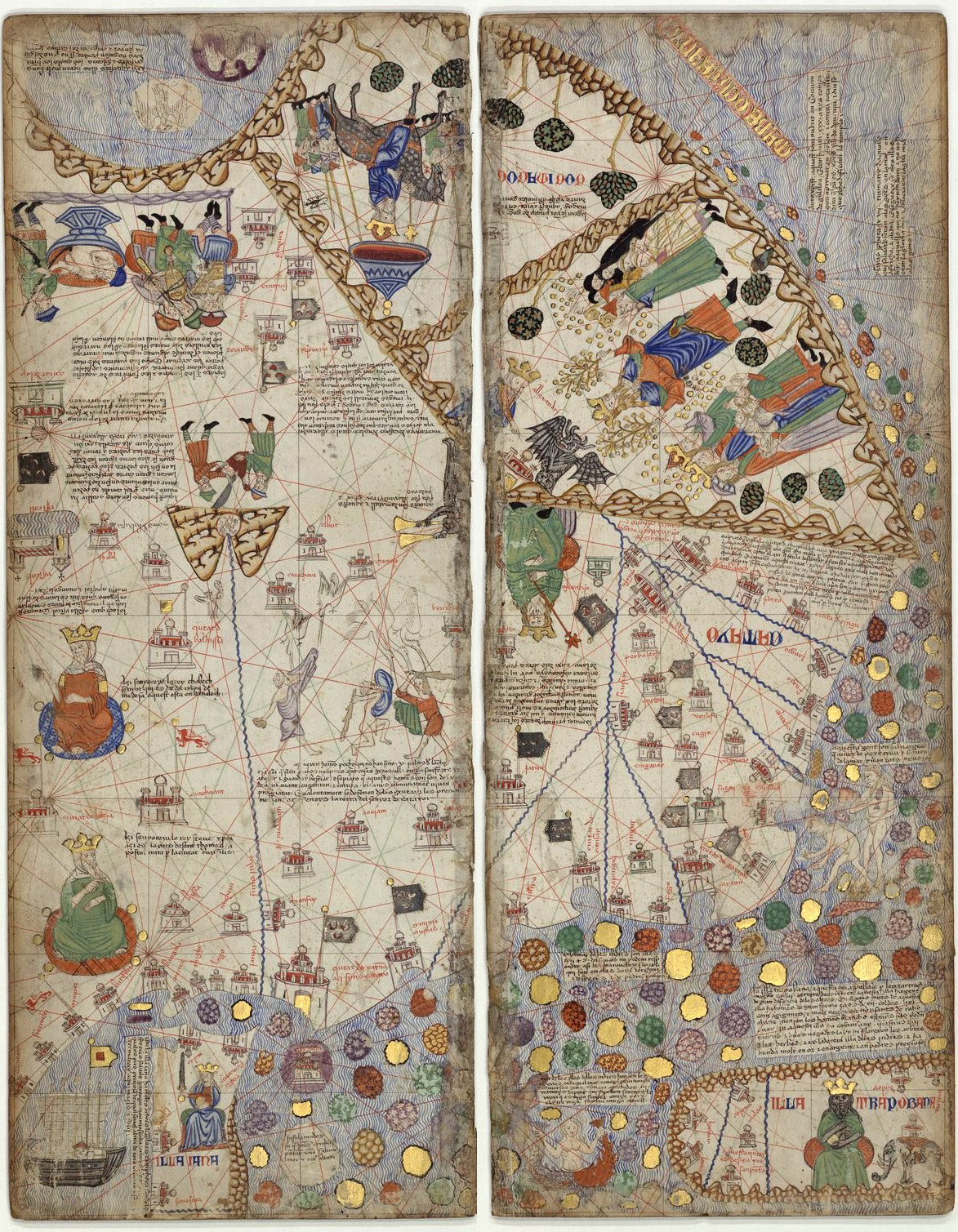
Foglio VI

In questa mappa, la mancanza di informazioni geografiche è compensata da un ricco ornamento che riempie la sensazione di vuoto e allo stesso tempo alimenta la curiosità degli umani del Medioevo verso le favolose ed enormi terre del Catai, la Cina. L'orografia e l'idrografia non sono tipiche delle altre mappe, qui contribuiscono a strutturare gli spazi.
Nella parte superiore del foglio c'è una miniatura raffigurante la cremazione di un uomo mentre tre musicisti stanno suonando. La spiegazione dice che uomini e donne vengono bruciati con musica e xerinola, anche se i parenti del defunto piangono. Dice che a volte, anche se non molto spesso, le donne si buttano nel fuoco con i loro mariti, ma che i mariti non ci si buttano mai con le loro mogli.
Cresques colloca nelle terre più a nord del Catai una serie di miniature che si riferiscono alla fine dei tempi. Nella prima vediamo il re della terra di Gog e Magog, a cavallo, con uno scettro in mano, protetto da un baldacchino sorretto da un gruppo di uomini, con un testo che dice «apparirà ai giorni dell'Anticristo con molte persone». Sotto c'è Alessandro Magno accanto a Satana, con la scritta «nelle montagne del Caspio [Caucaso orientale], Alessandro era sull'orlo della morte se non fosse stato per Satana che lo salvò con il suo potere; e con la sua potenza fece tacere i tartari Gog e Magog», chiaro riferimento al mito delle "Porte di Alessandro" caro alla letteratura di viaggio medievale. Alla destra di Alessandro c'è il disegno dell'Anticristo, incoronato come re e circondato da nobili, vescovi, suore e villici, per il quale la prova della Seconda Venuta è che sta portando frutto dai rami secchi. La leggenda di accompagnamento dice che quando l'Anticristo «avrà trent'anni, comincerà a predicare a Gerusalemme e, contrariamente alla verità, dirà che è Cristo».
Le città sono le informazioni cartografiche più rilevanti su questa mappa. La più importante è Chanbalech (Khanbaliq, attuale Pechino), la città del Gran Khan, di cui spicca la cinta muraria e ci viene riportato che ha un perimetro di 24 leghe, è molto ben murata e squadrata, ogni suo lato misura 6 leghe ed è alto 20 gradini e spesso 10. Tutte informazioni derivate dal Milione di Polo. L'uniformità della costa meridionale del Catai è interrotta da diverse grandi baie, associate a grandi porti noti ai marinai e commercianti arabi, che sono, da nord a sud: Caysam (Hangzhou), Fussam (Fuzhou), Zayton (Quanzhou) e Cincolam (Canton).
L'imperatore mongolo Kublai Khan appare sulla mappa come "Holubeim". Il testo che accompagna il disegno rimanda nuovamente all'opera di Marco Polo.
In fondo alla mappa ci sono due grandi isole: Iana, possibile allusione allo Sri Lanka, dove si dice che "ci sono molti alberi di aloe, canfora, sandalo, spezie pregiate, galanga, noce moscata e cannella"; e Trapobana, probabilmente Giava o Sumatra, di cui cita che «in alcune montagne di quest'isola vi sono uomini di grande statura, di circa dodici gomiti, come i giganti; sono molto neri e non hanno conoscenza, mangiano anche uomini bianchi e stranieri se riescono a prenderli». Anche l'isola di Caynam (Hainan) è rappresentata.
Infine si fa cenno alla ricchezza delle altre isole, oltre che al loro numero, 7.548 (Marco Polo ne aveva registrate 7.459). Il 14 novembre 1492 Cristoforo Colombo disse che "queste isole sono le non numerate sulla mappa orientale del mondo"; e quando trovò l'isola di Cuba disse che "l'ho trovata così grande che ho pensato che potesse essere la terraferma della provincia del Catai".

### Esplicative
1. ↑  
«Seigneur Jean : Nous avec notre lettre notifions notre cher cousin le roi de France que nous lui envoyons par... Sire Guillaume de Courcy, porteur de la présente, une nôtre mappemonde. Et comme P[èrel Palau a ladite mappemonde, nous voulons et vous ordonnons que au dit Père remettiez une lettre que nous vous envoyons incluse dedans celle-ci et que tantôt livriez ou fassiez livrer la susdite mappemonde au mentionné seigneur Guillaume, sans que de reconnaissance ni de récépissé mention soit faite. Et ceci fait, procurez-vous Cresques le Juif qui ladite mappemonde a faite, lequel, s'il est là, comme nous pensons qu'il doit être, se trouve dans la juiverie, et, vous présent, il informera le dit Sire Guillaume de toute chose que nécessaire soit, afin qu'il puisse le transmettre au roi [de France]. Et en cas que le dit Juif n'y soit pas, procurez-vous deux bons marins qui de la dite mappemonde informent le susdit Sire Guillaume au mieux qu'ils pourront»
 ed. in (FR) Hamy ET, Cresques lo Juheu, note sur un cartographe juif catalan de la fin du xrv* siècle, in Bulletin de Géographie historique et descriptive, 1891,  pp. 218-222. rist. in (FR) titoloEtudes historiques et géographiques Hamy ET, Parigi, 1896,  pp. 105-109.
2. ↑  Per trovare il numero aureo di un anno, aggiungi 1 e dividi per 19. Il resto, se presente, è il numero aureo e, se non c'è residuo, è 19.
3. ↑  Le possibili date della Pasqua sono 35 e vanno dal 22 marzo al 25 aprile.
4. ↑  Tutte le date possibili per la Pentecoste sono 35 e vanno dal 10 maggio al 13 giugno.
5. ↑  Infatti nel diagramma coincidono solo le lettere della domenica e i numeri aurei tra il 1375 e il 1881. Poiché il ciclo delle lettere della domenica ha 28 anni e il ciclo metonico è di 19 anni, i cicli non coincidono più dopo 532 anni, che vengono moltiplicando 28 per 19.
6. ↑  Questo calcolo si applica solo agli anni del calendario giuliano, cioè al 1582.
7. ↑  Per calcolare la latitudine dall'altezza del Sole a mezzogiorno la formula sarebbe {\displaystyle \phi =90^{\circ }-(h_{m}-\delta )} dove δ è la declinazione del Sole e hm la sua altezza massima.
8. ↑  La disposizione di questi giorni della settimana come indicato nel calendario corrisponde all'anno 1374 ea tutti gli anni con lettera A della domenica.

### Bibliografiche
1. 1 2 3 4 5 6 7 8 9 10  Corderas Descárrega 2005.
2. 1 2 3  (EN) Roth C, The Jewish Contribution To Civilization, Harper, 1940,  pp. 69-72.
3. 1 2 3  (ES) Farradellas V e Sobrequés J, Quan la cartografia es torna obra d'art, in Sàpiens, n. 124, Barcellona, dicembre 2012,  pp. 58-59, ISSN 1695-2014 (WC · ACNP).
4. 1 2  Gallica.
5. 1 2  (EN) Drees CJ, The Late Medieval Age of Crisis and Renewal, 1300-1500: A Biographical Dictionary (The Great Cultural Eras of the Western World), Greenwood, 2000,  pp. 119-120, ISBN 0-313-30588-9.
6. ↑  (FR) De Reparaz-Ruiz G, Essai sur l'histoire de la géographie de l'Espagne de l'antiquité au XVe siècle (fin), in Annales du Midi, vol. 52, n. 207, 1940,  pp. 280-341.
7. 1 2  (EN) Billion P, How did medieval cartographers work? New insights through a systematic analysis of the visual language of medieval portolan charts up to 1439 (PDF), in CFC, 2013,  pp. 33-45.
8. 1 2 3 4 5 6  Liščák 2017.
9. 1 2 3 4 5  (CA) Pujades i Bataller RJ, Un mapamundi de transició de la segona meitat del segle XIV. in Llompart et al. 2005, pp. 15-25.
10. 1 2  (EN) Estow C, Mapping Central Europe: The Catalan Atlas and the European Imagination (PDF)[collegamento interrotto], Penn State University Press, 2019.
11. ↑  (ES) Alberni A [et al.], El saber i les llengües vernacles a l'època de Llull i Eiximenis: estudis ICREA sobre vernacularització, Barcellona, Publicacions de l'Abadia de Montserrat, 2012,  p. 227.
12. 1 2 3  Galera i Monegal 2005.
13. ↑  (CA) Llompart i Moragues G, El regal d'un rei. in Llompart et al. 2005, p. 66.
14. ↑  (EN) Special Publication - Coast and Geodetic Survey, in The Survey, U.S. Coast and Geodetic Survey, 1948,  pp. 3 e s..
15. 1 2 3 4   Exposició «Ecúmene: l'evolució de la imatge del món», Instituto Geográfico Nacional, 2017.
16. ↑  Llompart et al. 2005, p. 75.
17. ↑  (ES) Rosselló i Verger VM, Marees i Atles Català (1375), in Cuadernos de Geografía, n. 86, Universitat de València, 2009,  pp. 165-182.
18. 1 2 3  Le Ciel et la Terre - L'Atlas Catalan.
19. 1 2 3 4  (CA) Samsó Moya J, Una concepció de l'Univers. in Llompart et al. 2005, pp. 44-56.
20. ↑  Pujades i Bataller 2007, p. 257.
21. ↑  Llompart et al. 2005, p. 95.
22. ↑  (EN) Lunar Mansions, su medievalastrologyguide.com. URL consultato il 13 gennaio 2022 (archiviato dall'url originale il 6 dicembre 2019).
23. ↑  (ES) Vernet J e Romano D, Prólogo, in Atlas Catalán de 1375, 1959.
24. ↑  Llompart et al. 2005, p. 111.
25. ↑  (EN) Freitag B, Hy Brasil: The Metamorphosis of an Island: From Cartographic Error to Celtic Elysium, Amsterdam-New York, Rodopi, 2013,  pp. 267-298, ISBN 978-94-0120-910-6.
26. ↑  (CA) Desclot B, Llibre del Rei En Pere, Barcellona, Editorial Barcino S.A., 2010,  p. 422, ISBN 978-84-7226-765-7.
27. ↑  Llompart et al. 2005, p. 143.
28. ↑  Llompart et al. 2005, p. 169.
29. ↑  (EN) Bietenholz PG, Historia and Fabula: Myths and Legends in Historical Thought from Antiquity to the Modern Age, Brill, 1994,  pp. 122-125, ISBN 9004100636.
30. 1 2  The Catalan Atlas @Pitt.
31. ↑  (EN) Kogman-Appel K, Eschatology in the Catalan ‘Mappamundi’, in Buc P, Keil M e Tolan JV (a cura di), Jews and Christians in Medieval Europe: the historiographical legacy of Bernhard Blumenkranz, Turnhout, Brepols Publishers, 2016,  pp. 227-252, ISBN 978-2-503-56516-3.